# Rosalie Cunningham
Rosalie Cunningham (Southend-on-Sea, 25. travnja 1990.) britanska je pjevačica i kantautorica. Od 2011. do 2017. bila je članica Pursona, britanske skupine psihodeličnoga rocka, a potom se posvetila samostalnoj karijeri.

## Karijera
Cunningham je rođena 25. travnja 1990. u Southend-on-Seau. Godine 2007. osnovala je sastav Ipso Facto, s kojim je objavila tri singla ("Harmonise" / "Balderdash", "Ears and Eyes" i
"Six and Three Quarters" / "Circle of Fifths") i EP If.... Sve je pjesme u toj skupini napisala Cunningham.
Ipso Facto razišao se 2009. Cunningham je potom osnovala novi sastav nadahnut psihodeličnim rockom pod imenom Purson; s tom je grupom objavila dva studijska albuma i jedan EP. U travnju 2017. Purson se razišao; Cunningham je izjavila: "U svojoj bih se karijeri željela prikloniti pristupu 'uradi sam' i radujem se slobodnom istraživanju novih stvari kao samostalna glazbenica." Njezin je debitantski studijski album Rosalie Cunningham objavljen 5. lipnja 2019.; objavio ga je Esoteric Records, podružnica diskografske kuće Cherry Red Records.
Cunningham je također surađivala s izvođačima kao što su Magazine i The Last Shadow Puppets kao prateća vokalistica; s potonjom je skupinom nastupila na glazbenom festivalu BBC Electric Proms i u televizijskoj emisiji Later... with Jools Holland. Od siječnja do svibnja 2010. svirala je klavijature za These New Puritans tijekom promidžbene turneje za album Hidden.
Godine 2012. Cunningham je svirala gitaru s Willyjem Moonom kao podrška Jacku Whiteu na njegovoj britanskoj turneji. Usto se pojavila i kao gostujuća pjevačica na The Last Spireu, posljednjem albumu skupine Cathedral, objavljenom 2013.
Dana 25. veljače 2022. objavila je svoj drugi studijski album Two Piece Puzzle.

## Diskografija

### Ipso Facto
Singlovi
- "Harmonise" / "Balderdash" (2007.)
- "Ears and Eyes" (2008.)
- "Six and Three Quarters" / "Circle of Fifths" (2008.)

EP-ovi
- If... (2009.)

### Purson
Studijski albumi
- The Circle and the Blue Door (2013.)
- Desire's Magic Theatre (2016.)

EP-ovi
- In the Meantime (2014.)

### Rosalie Cunningham
- Rosalie Cunningham (2019.)
- Two Piece Puzzle (2022.)
- To Shoot Another Day (2024.)

## Vanjske poveznice

### Sestrinski projekti
|  | Zajednički poslužitelj ima još gradiva o temi Rosalie Cunningham |

### Mrežna mjesta
- Službene stranice
- Rosalie Cunningham na Discogsu